# Lasioglossum eickwortellum
Lasioglossum eickwortellum là một loài Hymenoptera trong họ Halictidae. Loài này được Engel mô tả khoa học năm 2001.